# Canthochilum anacaona
Canthochilum anacaona är en skalbaggsart som beskrevs av Fernando de Zayas och Matthews 1966. Canthochilum anacaona ingår i släktet Canthochilum och familjen bladhorningar. Inga underarter finns listade.